# 개막전

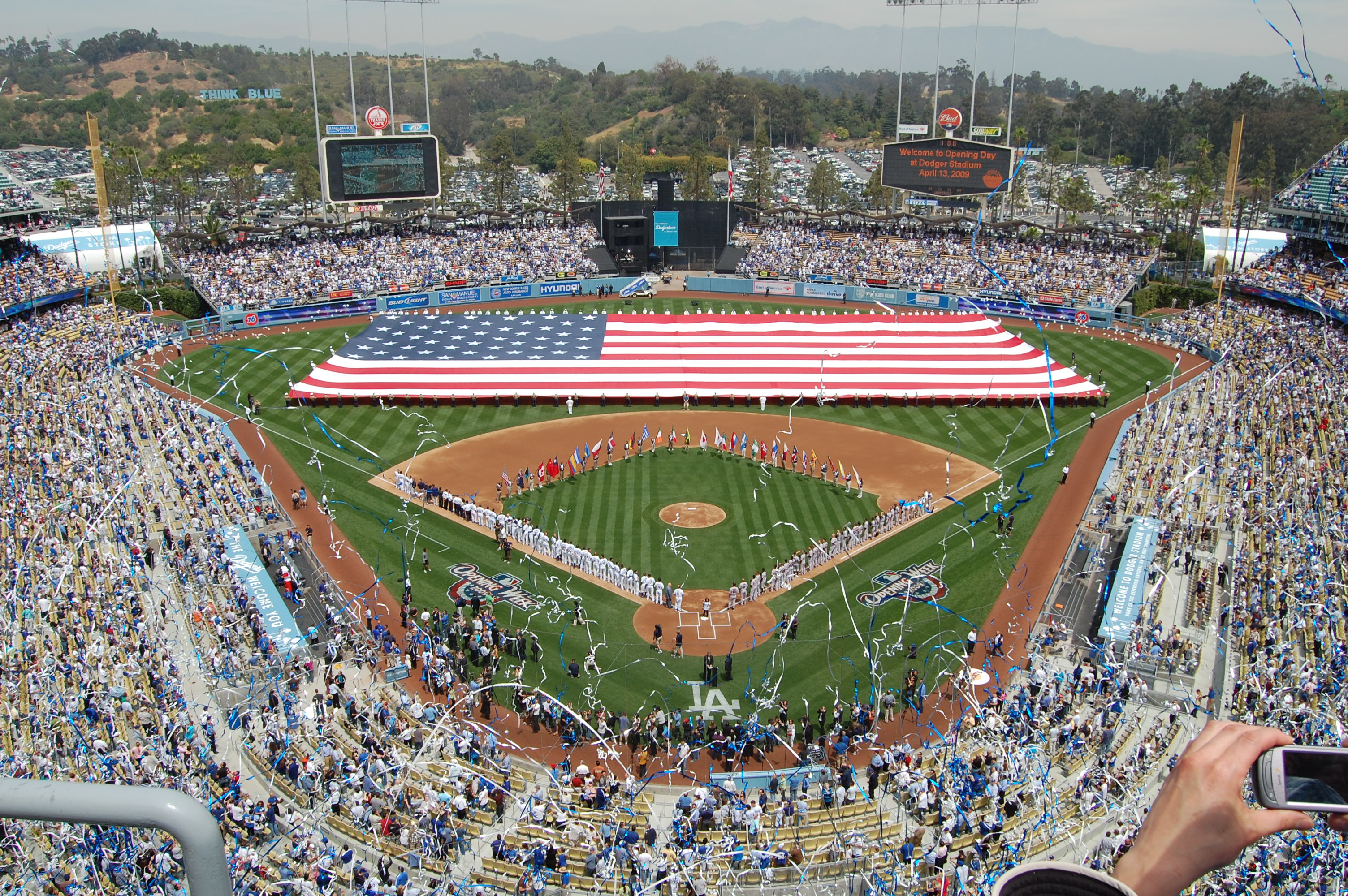
다저 스타디움에서의 개막전 (2009년)

개막전(開幕戰)은 프로 야구 등 스포츠에서 가장 먼저 치르는 경기이자 정규 시즌의 시작을 알리는 게임이다. 미국 야구에서, 메이저 리그 베이스볼과 대부분의 마이너 리그 베이스볼에서는 개막전이 치러지는 이 날이 주로 4월 첫째 주 중간이다. 야구칼럼니스트 토마스 보스웰은 Why Time Begins On Opening Day를 출간하였다.